# La Salle (Vosges)
La Salle é uma comuna francesa na região administrativa de Grande Leste, no departamento de Vosges. Estende-se por uma área de 4,71 km². Em 2010 a comuna tinha 400 habitantes (densidade: 84,9 hab./km²).